# Bergh Apton
Bergh Apton is een civil parish in het bestuurlijke gebied South Norfolk, in het Engelse graafschap Norfolk met 442 inwoners.